# 幻住庵
幻住庵（げんじゅうあん）は、滋賀県大津市にある松尾芭蕉の小庵。

## 概要
「奥の細道」の旅を終えた翌年の元禄3年（1690年）3月頃から、膳所の義仲寺無名庵に滞在していた芭蕉が、門人の菅沼曲水の奨めで同年4月6日から7月23日の約4カ月間隠棲した小庵。ここで「奥の細道」に次いで著名で、「石山の奥、岩間のうしろに山あり、国分山といふ」の書き出しで知られる「幻住庵記」を著した。
元は曲水の伯父幻住老人（菅沼定知）の別荘で、没後放置されていたのを手直しして提供したものであり、近津尾神社の境内にある。「幻住庵」の名前の由来も幻住老人の名に由来する。芭蕉は当時の印象を「いとど神さび」と表現したが、その趣は21世紀の今も変わらず残っている。現在の建物は1991年（平成3年）9月に芭蕉没後300年記念事業「ふるさと吟遊芭蕉の里」の一環で復元したものであり、敷地内には幻住庵記に「たまたま心なる時は谷の清水を汲みてみづから炊ぐ」との記述があるように、芭蕉が自炊していた痕跡 ”とくとくの清水”が今も木立の中、水を湧き出している。

## 当時の芭蕉の句
- ”先づ頼む 椎の木も有り 夏木立”

## 拝観案内
- 拝観時間：9時30分 - 16時30分
- 定休日：月曜（祝日の場合は翌日）・木曜と年末年始（12月29日 - 翌年1月3日）
- 拝観料：無料
- 駐車場：普通車10台、大型車3台[1]

## アクセス
公共交通機関
- JR琵琶湖線（東海道本線）石山駅・京阪石山坂本線京阪石山駅から京阪バス（国分団地行き）。「幻住庵」停留所下車、徒歩1分[2]。

自動車
- 京滋バイパス石山IC下車、約5分[1]。

## 備考
- 現在の幻住庵は「ふるさと吟遊芭蕉の里事業」により、1991年（平成3年）9月に建て替えられたものである[2]。

## 近隣史跡
- 保良宮跡
- 国分聖徳太子堂
- 石山寺